# Atrasana callitoxa
Atrasana callitoxa är en fjärilsart som beskrevs av Willie Horace Thomas Tams 1930. Atrasana callitoxa ingår i släktet Atrasana och familjen tandspinnare. Inga underarter finns listade i Catalogue of Life.